# Hemimorina nigroalbana
Hemimorina nigroalbana là một loài bướm đêm trong họ Geometridae.